# Miconia lourteigiana
Miconia lourteigiana là một loài thực vật có hoa trong họ Mua. Loài này được Wurdack mô tả khoa học đầu tiên năm 1970.